# Darryl Partin
Darryl Partin (Seattle, 7 dicembre 1987) è un ex cestista statunitense, professionista in NBDL e in Europa.